# Виблі
Ви́блі — село в Україні, у Куликівській селищній громаді Чернігівського району Чернігівської області. До 2017 центр сільської ради.
Розташоване на лівому березі річки Десна, за 15 км від центру громади (автошлях Т 2501) і за 7 км від залізничної станції Муравійка.

## Назва
Стосовно назви села існує щонайменше шість версій-гіпотез:
1. Найбільш загальноприйнята, лінгвістична версія трактує походження назви села від слів вабити, приваблювати, тобто вабля, або змінене виблі — місце, що приваблює, приманює, запрошує красивою природою, околицями, ландшафтом.
2. Історична версія пояснює назву села від слова вабля (зі східномовного — кладовище, поховання). За легендою тут колись, можливо в 10-13 століттях, відбулась битва, нібито чернігівського князя та війська кочівників (вважається, що монголо-татар, а можливо печенігів та половців). На місці битви, начебто, кочівники поховали своїх воїнів і слов'яни, котрі тут жили чи оселились у цій місцевості, називали її вабля (кладовище), згодом, Виблі.
3. Це припущення схоже з попереднім і пояснює походження назви села від дієслова вибили ворогів.
4. Етнографічна гіпотеза: термін віблі існував у давньослов'янському ремеслі деревообробки і означав круг у дерев'яній кварті чи діжці, а слово вобло, віблі, воблі означало — в кругу, навкруги. Може назва села пояснювала традиційні заняття жителів чи заняття населення.
5. Гідрологічна версія: словом Віблі в сусідній державі Білорусі названі декілька річок. Можливо, така річка, колись існувала в селі, можливо, так колись називалась і давня річка, навколо якої і містилося давнє поселення: нині тут протікає невеличка річечка Угор — ліва притока Десни.
6. Від слова "вибель" — кругла колода.[1]

## Історія
На території села Виблі і його околицях, виявлено декілька давніх поселень різних періодів: найдавніше з них, що містилося на лівому березі річки Угор, належить до V-ІІ тисячоліття до н. е. (період нової кам'яної доби або неоліту). Знахідки тих часів, зокрема кам'яні сокири, зараз містяться в місцевому історичному музеї.
Досить цікаве явище, з точки зору археології, так звані «Пісківські тераси» — ступінчасті підвищення між селами Виблі та Піски Чернігівського району. На цих підвищеннях, на думку чернігівських археологів, містилося поселення ранніх слов'ян або антів, чи навіть сарматів або роксолан (кочових племен, що перебували на території України), датоване ІІІ-У століттям н. е.
Ще одне давнє поселення середньослов'янського періоду, що належить до періоду IV-VI століття н. е. з культурним господарським шаром 30-50 см, виявлено біля озера (урочища) Гараженне. Населення, що жило там, знало вже залізні знаряддя праці, вміло виготовляти лощений глиняний посуд, прикрашаючи його геометричним орнаментом, займалися іншими промислами, сповідували язичницькі культи.
Про село в часи польсько-литовської доби, відомо небагато. Перша писемна згадка про село Виблі датується 1635 роком, хоча описи про цю місцевість згадуються і в 1625 році. На цей час Виблі було маєтком, помістям Чернігівського дворянина Івана Абрамова (Абрамовича) — сина Вибельського священика. Цей Іван Абрамов в 1654–1657 роках був, навіть, чернігівським полковником.
До визвольної війни українського народу під проводом Б.Хмельницького, Виблі були дворовим селом, що входило до входу Чернігівського воєводства.
З 1654 по 1782 рр. село було центром Вибельської сотні Чернігівського полку — військовим та адміністративним центром, до якого входило 12 навколишніх сіл. У ті часи Виблі мали статус сотенного містечка. Назва села Виблі є на одній із найдавніших карт України, вміщеній в «описі» України, складеному в 30 роках 17 століття французьким інженером Гійомом Левассером де Бопланом. Найвідомішими вибельськими сотниками були Степан Шуба — один із сучасників і соратників Богдана Хмельницького, та козацька династія сотників Миколи, Андрія, Олександра та Петра Тризн, які керували сотнею з 1725 по 1782 рік. Знаменитим козацьким сотником був і Єфрем Лобко, під чиїм проводом вибельські козаки брали участь, у складі Чернігівського полку, який відзначився в знаменитих Азовських походах російського царя Петра І. Найіменитішим вибельським сотником (1668–1672 рр.) був Василь Дунін-Борковський, який у 1672 році був Чернігівським полковником, згодом — Генеральним Обозним Війська Запорізького. У 1-й половині 17 ст. Виблі належали нащадкам Чернігівського полковника, згодом гетьмана — Павла Полуботка.
У 1747 році під час поїздки Україною через село проїжджала Російська імператриця Єлизавета І, яку зустрічали вибельські козаки і сотник Микола Тризна.
У 1786 році через село проїжджала і зупинялася біля Троїцької церкви Російська цариця Катерина ІІ. Ще раніше, в 1781 році, на честь її приїзду в селі був збудований «Путєйний дворец о 2-х жильцях».
У 1802 році село Виблі, після скасування козацького полкового устрою в Україні, входить до складу Горбовської волості Чернігівського повіту Чернігівської губернії.
За даними на 1859 рік у козацькому й власницькому селі мешкало 1065 осіб (517 чоловічої статі та 548 — жіночої), налічувалось 204 дворових господарства, існувала 2 православні церкви.
Станом на 1886 у колишньому державному й власницькому селі мешкало 1362 особи налічувалось 278 дворових господарства, існували 2 православні церкви, школа, 3 постоялих двори, 35 вітряних млинів, маслобійний завод.
За переписом 1897 року кількість мешканців зросла до 2292 осіб (1126 чоловічої статі та 1166 — жіночої), з яких 2246 — православної віри.
У XIX — на початку XX століття в селі існувала декілька селянських общин, найбільші поміщицькі землеволодіння мали родини панів Шуб, Молявків, Харченків, Іваніних, Дубрових, Василенків та інших.
Після жовтневого перевороту 1917 року, у листопаді 1919 року, у селі була встановлена радянська влада.
1923 року село ввійшло до складу Куликівського району.
В часи колективізації, в 1929–1930 роках, були організовані дві артілі (товариства з обробки землі): «Новий світ» та «Ім. Шевченка». В 1937 році був організований колгосп «20-річчя Жовтня» — господарство, яке в 60-80 роках було найпередовішим господарством району.
В роки Німецько-радянської війни 512 односельчан воювали на фронтах, 311 з них — загинули. 18 вересня 1943 року село було звільнено від нацистських загарбників. 1968 року в селі був споруджений Обеліск Слави та Братська могила на честь воїнів визволителів, що загинули в роки війни.
1963 року в селі було відкрито новий будинок культури.
1957 року в селі було споруджено нове приміщення сільської ради, де місцеве самоврядування міститься і нині.
12 червня 2020 року, відповідно до розпорядження Кабінету Міністрів України № 730-р «Про визначення адміністративних центрів та затвердження територій територіальних громад Чернігівської області», село увійшло до складу Куликівської селищної громади.
19 липня 2020 року, в результаті адміністративно-територіальної реформи та ліквідації Куликівського району, село увійшло до складу Чернігівського району.

## Населення

### Мова
Розподіл населення за рідною мовою за даними перепису 2001 року:
| Мова            | Кількість | Відсоток |
| --------------- | --------- | -------- |
| українська      | 1080      | 98.45%   |
| російська       | 10        | 0.91%    |
| білоруська      | 4         | 0.37%    |
| румунська       | 1         | 0.09%    |
| інші/не вказали | 2         | 0.18%    |
| Усього          | 1097      | 100%     |

## Релігія
Ще з першої половини 17 століття тут існувала Миколаївська церква. У 1661 році у Виблях була відкрита нова Троїцька церква та перша парафіяльна (церковно-приходська школа). Нині у селі зберігся новіший Свято-Троїцький храм, відкритий 2 червня 1891 року.
В часи існування Вибельської сотні, тут існував сотенний герб, який став, згодом, історичною основою для створення сучасної символіки села — герба і прапора Виблів.

## Освіта
Село Виблі також має й давні освітні традиції. Здавна тут існувала парафіяльна школа, а в 1845 році у Виблях було відкрите перше в окрузі сільське однокласне народне училище. В 1872 році було вже відкрите двокласне народне училище, а в 1894 році — Виблівська земське чотирикласне народне училище. Нині у селі діє Виблівський навчально-виховний комплекс, який міститься в новому типовому приміщенні збудованому в 1977 році.

## Медицина
У селі Виблі також і давні медичні традиції. Ще в часи існування Вибельської сотні в селі, поряд з будинком священика, існував «лекарський осередок», де медичну допомогу населенню надавав дячок «подлекар». Згодом, в 1895 році була відкрита Виблівська земська лікарня. Нині в селі діє типове приміщення дільничної лікарні відкрите в 1996 році.

## Економіка
Нині на території сільської ради діють господарські об'єкти: СТОВ «Світанок», ПП «Вимал-Агро», фермерське господарство В. Попруги, два магазини, відділення зв'язку, аптека, ощадкаса, ветдільниця.

## Видатні люди
Видатними уродженцями села є:
- Карпєкін Михайло Олексійович — сотник Дніпровського полку Армії УНР.
- Гаркавий Сергій Іванович (1947, Виблі) — український медик, доктор медичних наук, лауреат Державної премії України в галузі науки і техніки.
- Єсипенко Юрій Олексійович — український військовик, учасник російсько-української війни[8]
- Микола Юхимович Муцький, кавалер трьох орденів Слави — І, ІІ і ІІІ ступенів;
- Микола Іванович Попруга, заслужений артист УРСР, актор Вінницького державного українського музично-драматичного театру ім. М. К. Садовського;
- Анатолій Пилипович Лазар, доктор медичних наук, професор, завідувач кафедри рентгенології Київського медичного університету.
- Гордістю колгоспу «20-річчя Жовтня» є також кавалери ордену Леніна і Жовтневої революції, колишній голова колгоспу Петро Іванович Ревко та механізатори, кавалери орденів Леніна та Трудового Червоного Прапора — Іван Федорович Цілуйко та Микола Андрійович Шульга.

## Галерея

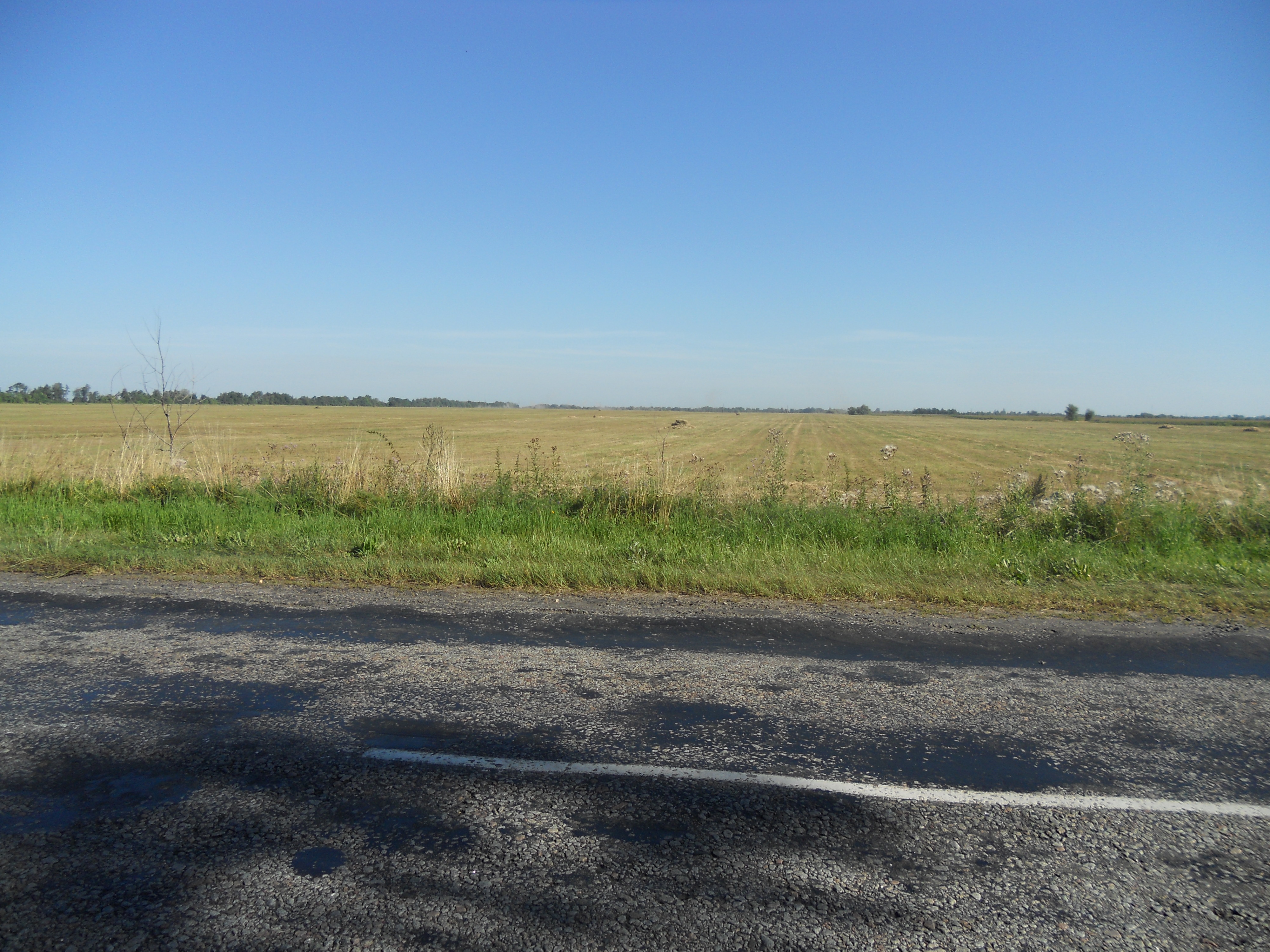
Поле біля села Виблі
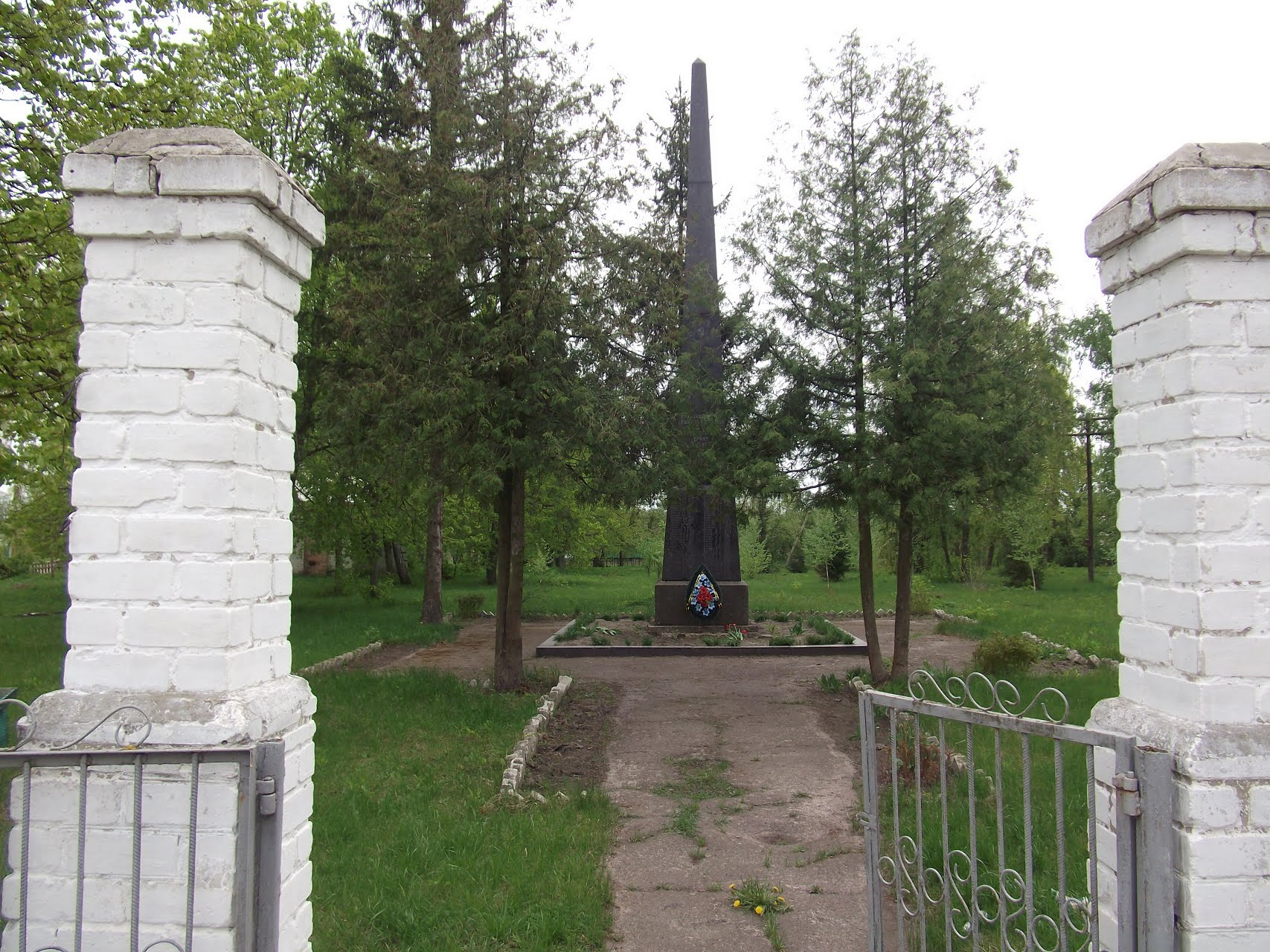
Пам'ятник воїнам
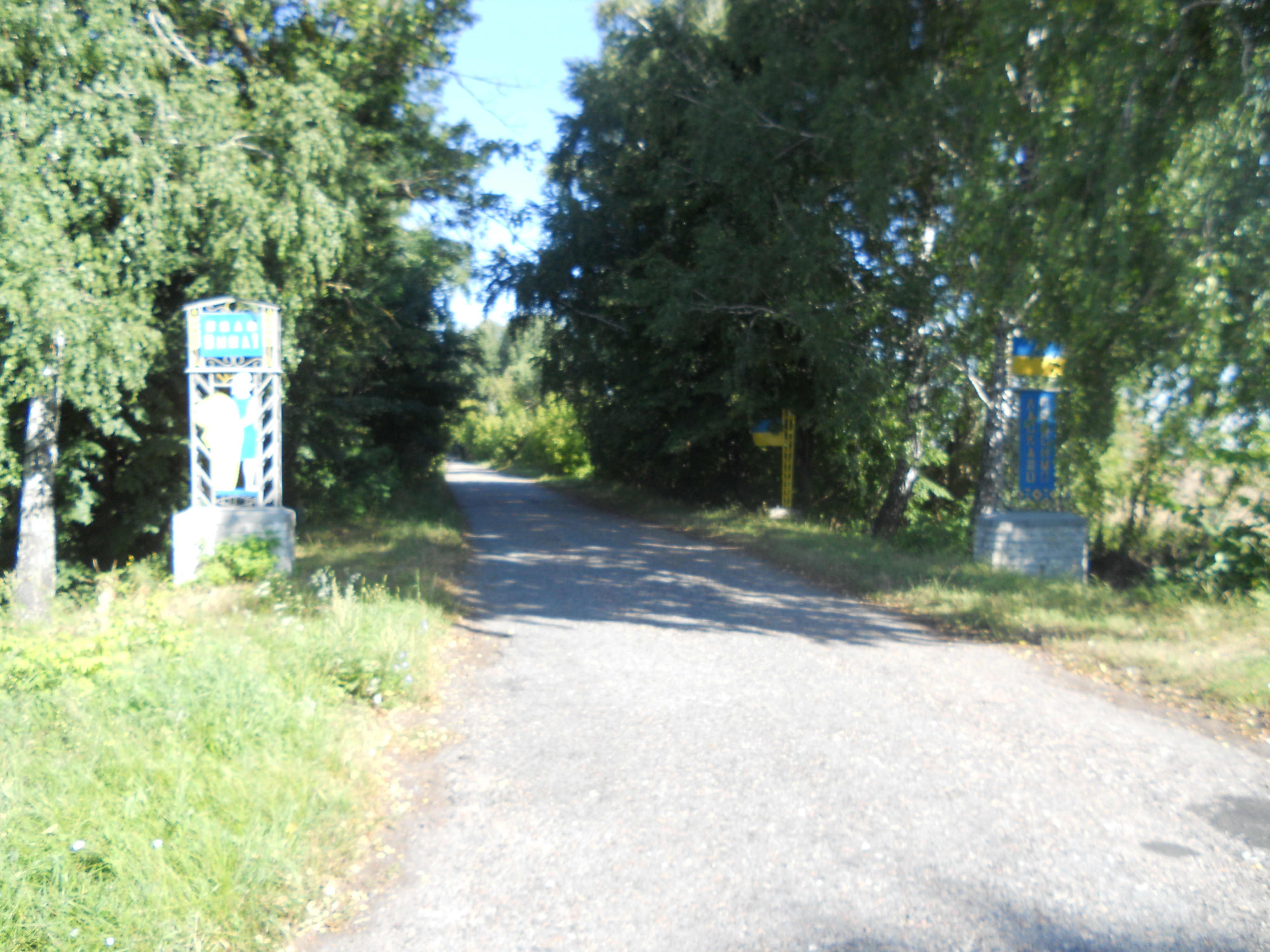
В'їзд до села
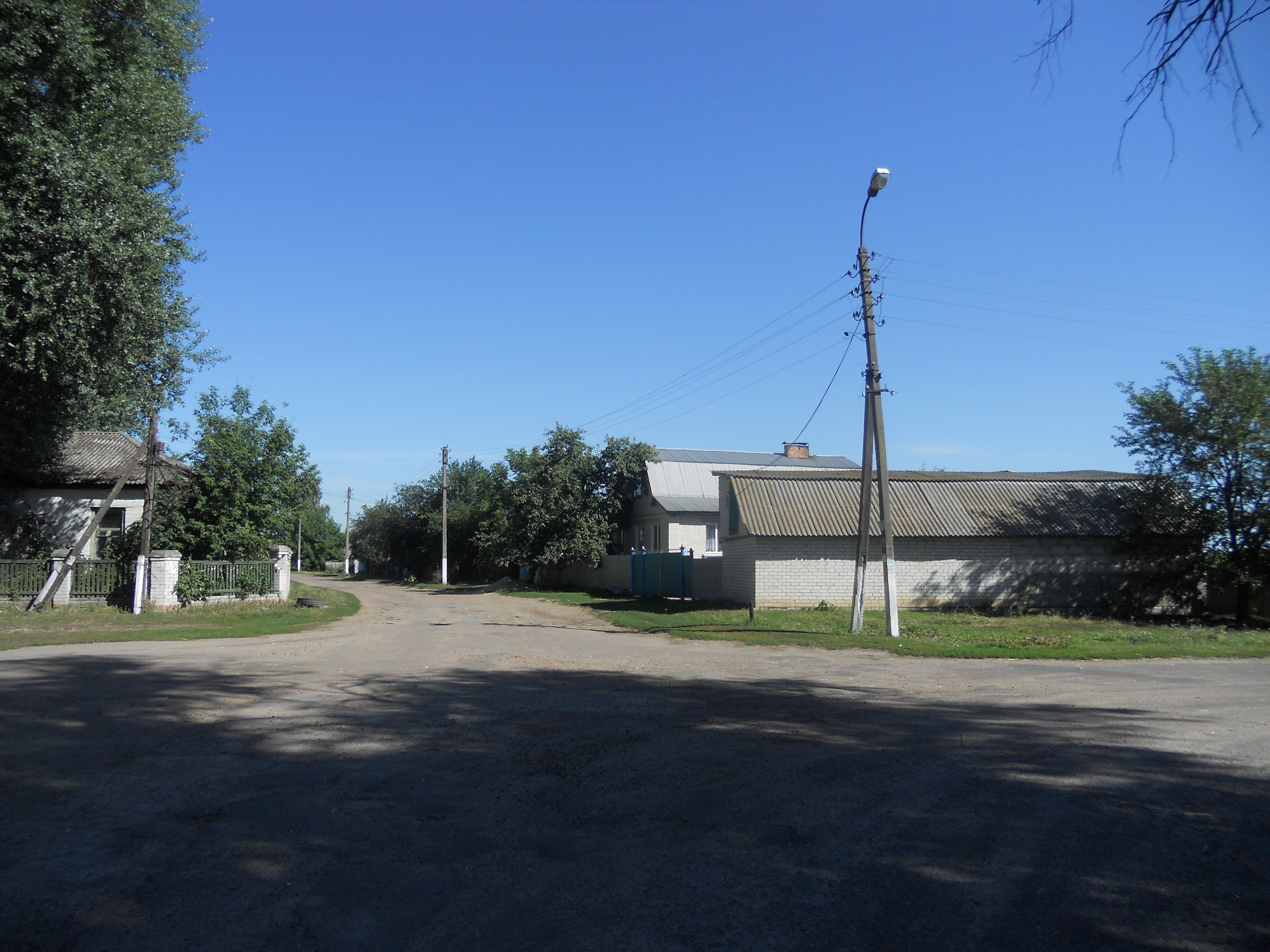
Вулиця села